# Балта-Верде (Мехедінць)
Балта-Верде (рум. Balta Verde) — село у повіті Мехедінць в Румунії. Входить до складу комуни Гогошу.
Село розташоване на відстані 278 км на захід від Бухареста, 32 км на південь від Дробета-Турну-Северина, 96 км на захід від Крайови.

## Населення
За даними перепису населення 2002 року у селі проживали 1314 осіб, з них 1312 осіб (99,8%) румунів. Рідною мовою 1313 осіб (99,9%) назвали румунську.